# Selfoss
Selfoss ( PRONÚNCIA) é o coração da zona urbana da região rural de Árborg, Islândia, e estende-se à costa de Ölfusá ao sul de Ingólfsfjall.
É o centro comercial e industrial da zona agrícola circundante.

A pequena cidade de Selfoss está situada na parte sul da ilha, a cerca de 60 km a sudeste da capital Reiquiavique, e localizada junto ao rio Ölfusá.

Tem cerca de 9 812 habitantes (2024), e é a sede da Comuna de Árborg e o centro administrativo da Região Sul (Suðurland).

É atravessada pela Rodovia Nacional 1 - mais conhecida como Hringvegur.

A Selfoss moderna foi fundada em 1891, quando a ponte sobre o rio Ölfusá foi construída.

A cidade é o centro de serviços da área, tendo alguma atividade económica, com destaque para o comércio e as indústrias de laticínios e de produtos de carne.

## Economia
A sua economia está baseada nos serviços, na indústria e no comércio. Possui a maior fábrica de lacticínios do país e várias indústrias de carne. A sua proximidade a Reiquiavique tem sido um factor importante para o seu crescimento desde a década de 1990.

## Transportes
Selfoss é servida pela estrada de circunvalação Hringvegur (islandês: Þjóðvegur 1) que circunda toda a ilha, sempre próximo ao litoral e ligando todas as principais cidades do país. 

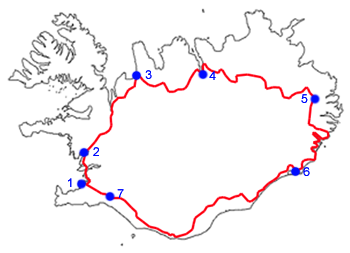
A estrada Hringvegur: 7 – Selfoss.

## Galeria

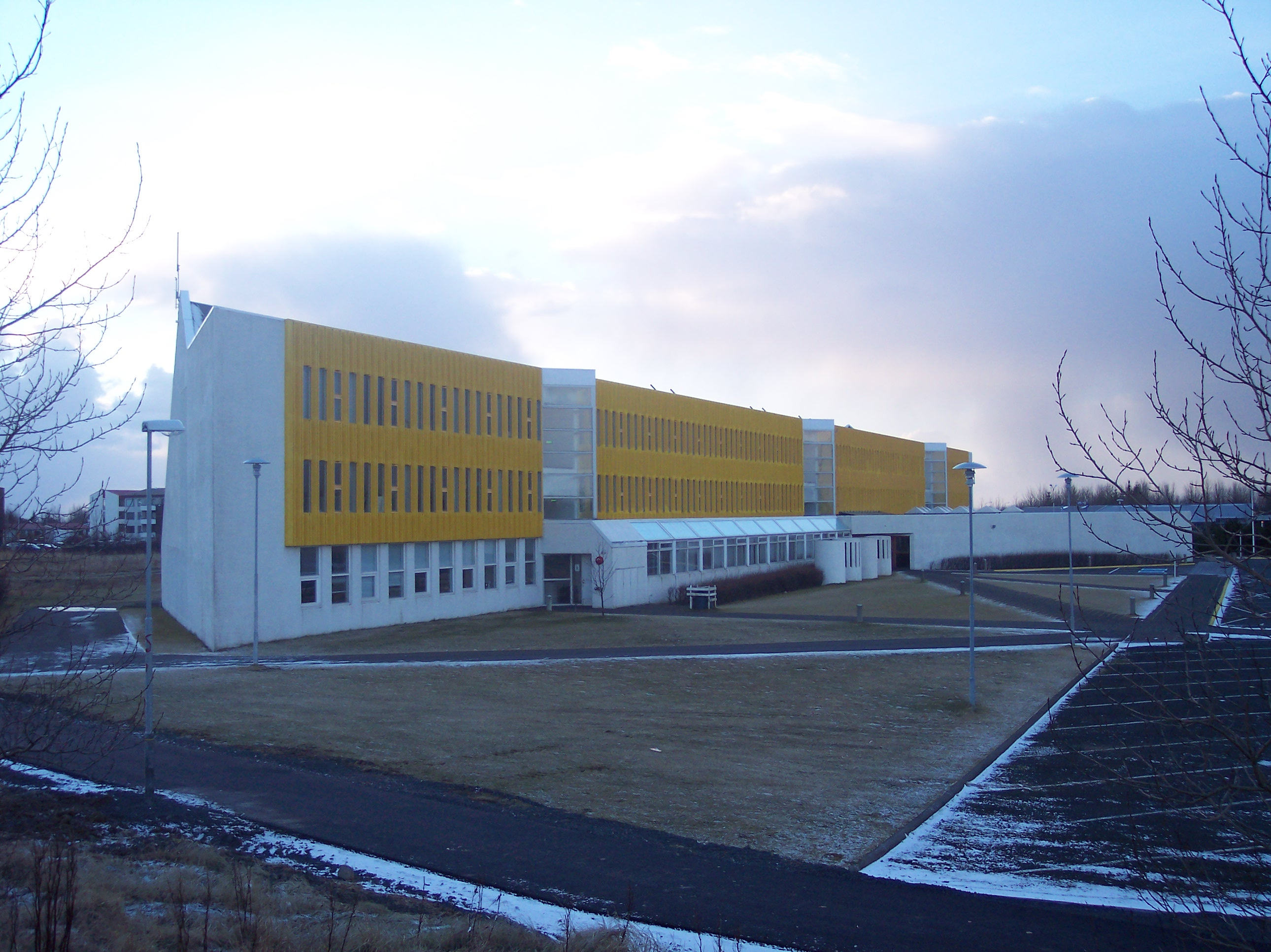
A escola Fjölbrautaskóli
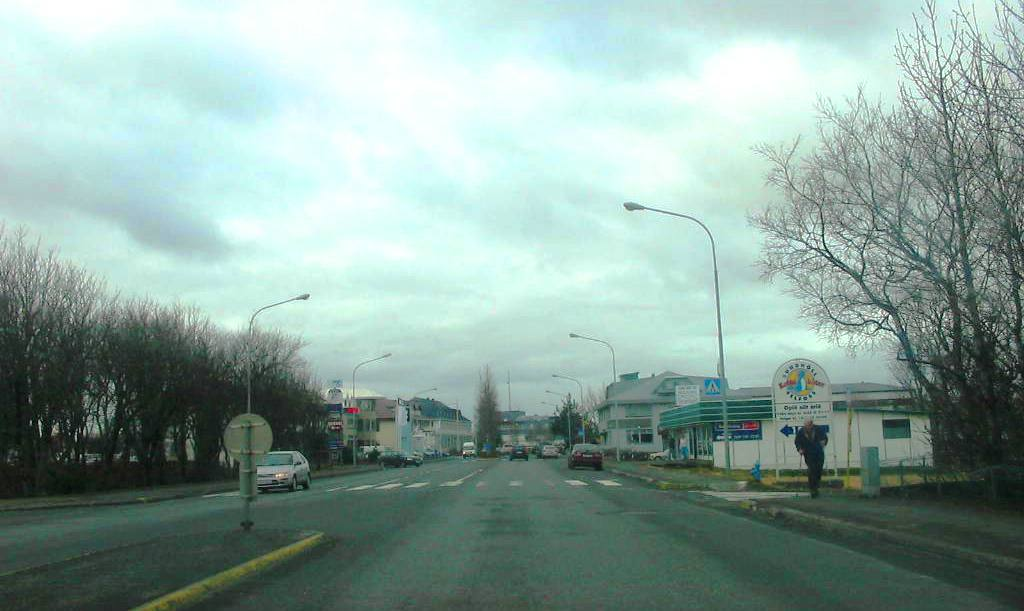
Rua da cidade
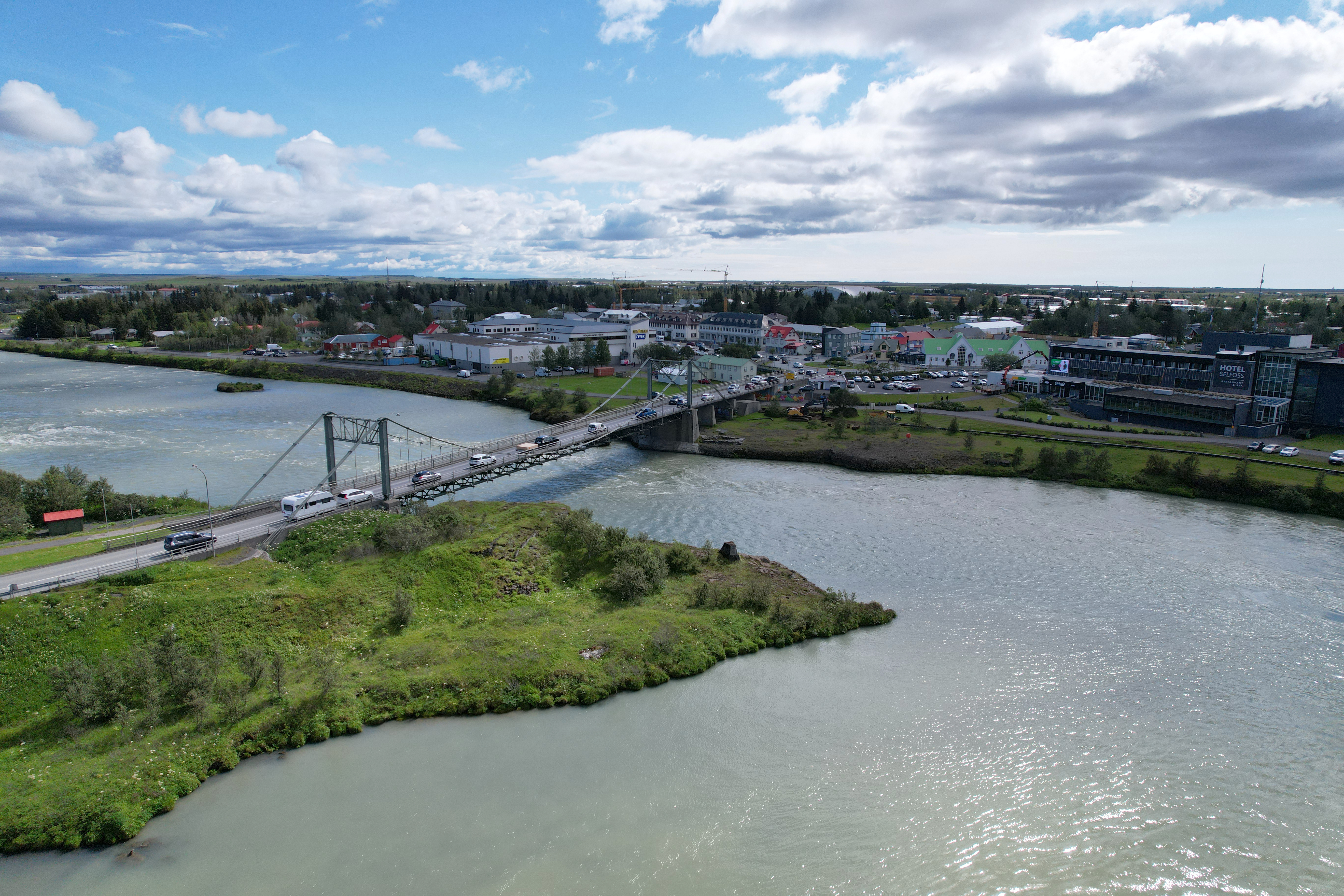
A cidade e o rio Ölfusá
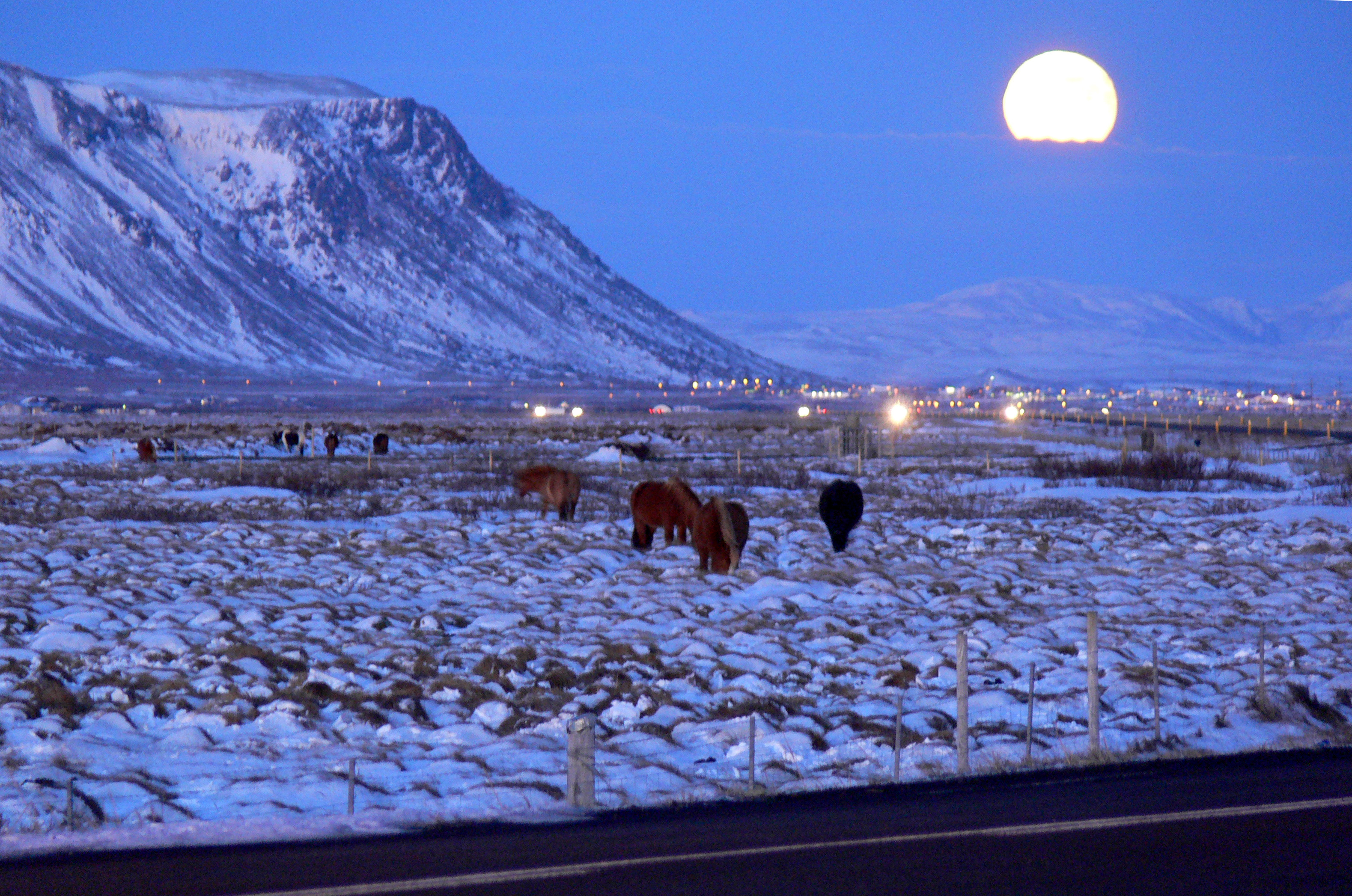
Selfoss em dezembro